# فرنسيسكو البوربوني إي دي لا توري
فرنسيسكو دي بوربون إي دي لا توري هو ضابط وسياسي إسباني، ولد في 16 يناير 1882 في مدريد في إسبانيا، وتوفي بنفس المكان في 6 ديسمبر 1952. انتخب عضو المحاكم الفرانكوية ‏ خلال فترته النيابية ‏ (12 مايو 1946 – 21 يوليو 1946) وانتخب عضو المحاكم الفرانكوية ‏ خلال فترته النيابية ‏ (16 مارس 1943 – 1 مايو 1946).